# Wilhelm Dames
(Feld 244-039-012/013)

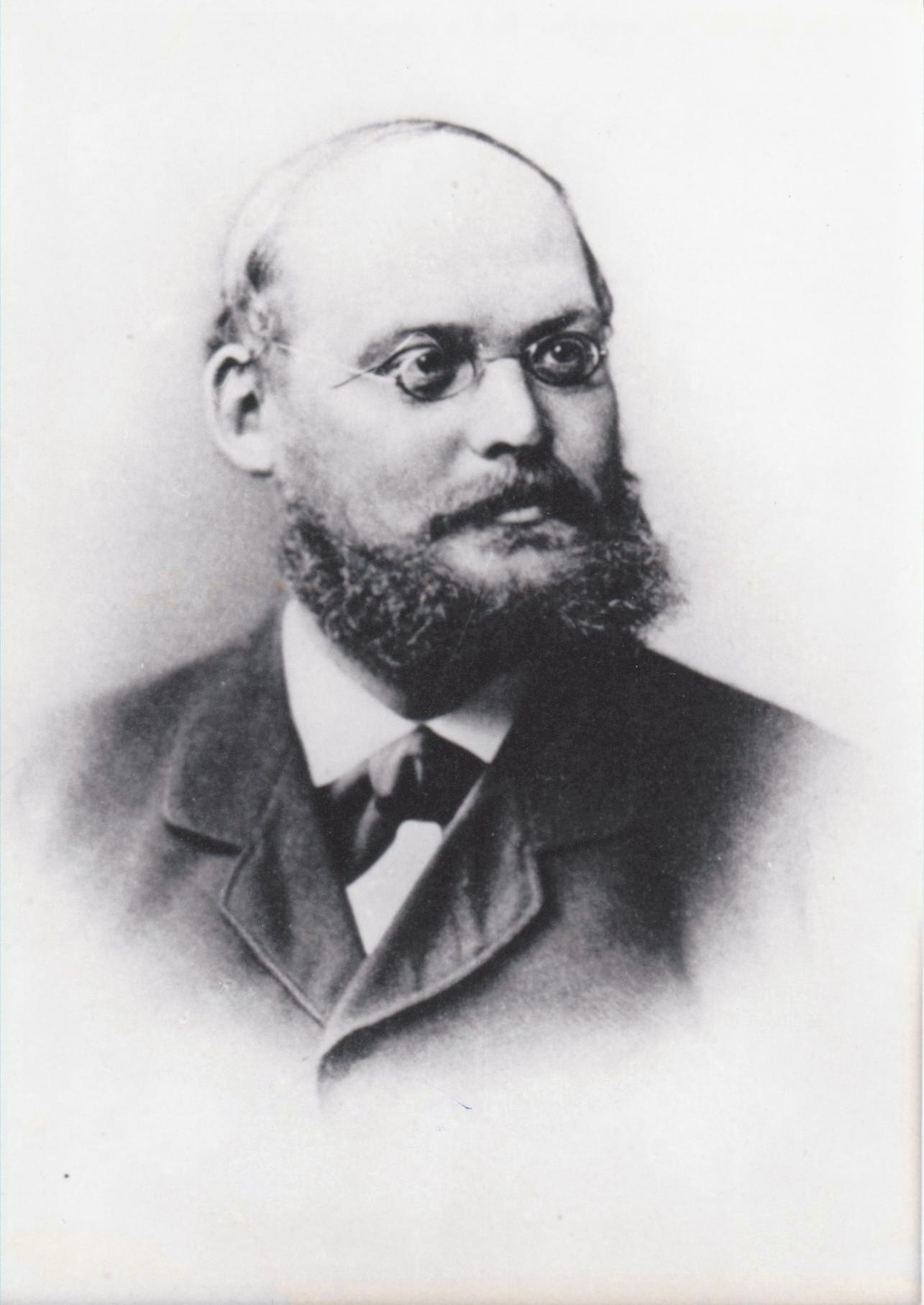
Wilhelm Dames

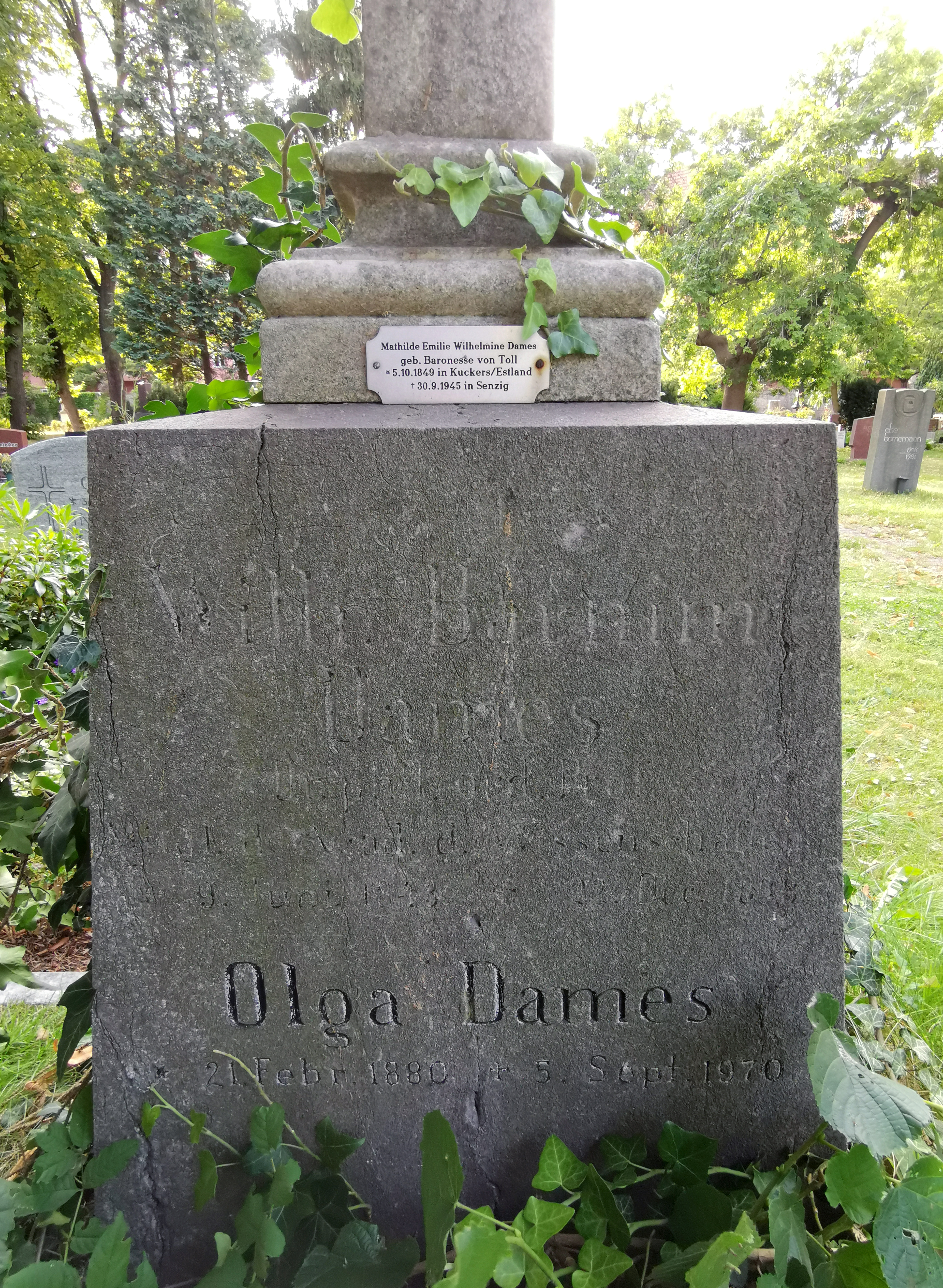
Grab auf dem Alten Zwölf-Apostel-Kirchhof in Berlin-Schöneberg

Wilhelm Barnim  Dames (* 9. Juni 1843 in Stolp; † 22. Dezember 1898 in Berlin) war ein deutscher Paläontologe und Geologe.

## Leben
Der Vater, Louis Dames, war Appelationsgerichtsrat in Breslau. Wilhelm Dames besuchte dort ab 1858 das Maria-Magdalenen-Gymnasium. Nach dem Abitur (1864) studierte er an den Universitäten in Berlin und bei Ferdinand von Roemer in Breslau, wo er auch 1868 promovierte. 1871 war Dames Assistent am Museum für Geologie und Paläontologie der Universität Berlin (heute: Museum für Naturkunde (Berlin)). Nach der Habilitation im Jahre 1874 wurde er an der Friedrich-Wilhelms-Universität zu Berlin 1878 außerordentlicher Professor. 1877 heiratete er die Tochter des estnischen Barons Robert v. Toll (ADB Bd. 38, S. 416-421). Und 1891 wurde Wilhelm Dames als Nachfolger von Heinrich Ernst Beyrich zum ordentlichen Professor für Geologie und Paläontologie berufen.
Wilhelm Dames starb 1898 im Alter von 55 Jahren in Berlin und wurde auf dem Alten Zwölf-Apostel-Kirchhof in Schöneberg beigesetzt. Das Grab ist erhalten.

## Leistungen
In den Jahren 1881, 1884 und 1890 besuchte Dames Schweden. Über seine dort gewonnenen wissenschaftlichen Erkenntnisse schrieb er verschiedene Abhandlungen, so auch Geologische Reisenotizen aus Schweden (1881). Zusammen mit Emanuel Kayser, Professor für Paläontologie und Geologie an der Universität Marburg, gab er ab 1881 das Periodikum Paläontologische Abhandlungen heraus. Die Themen seiner Veröffentlichungen waren vor allem fossile Wirbeltiere, eiszeitliche Ablagerungen in der norddeutschen Ebene und ihre Geschiebe so wie Untersuchungen über Trilobiten und Echiniden (Seeigel). Sie erschienen in der Zeitschrift der Deutschen Geologischen Gesellschaft, als Abhandlungen und Sonderberichte der Preußischen Akademie der Wissenschaften, Berlin, dessen Mitglied er seit 1892 war, und in Neues Jahrbuch für Mineralogie.
In der paläontologischen Literatur findet man  den Namen Wilhelm (Barnim) Dames immer wieder, besonders im Zusammenhang mit dem Urvogel Archaeopteryx. Das von ihm beschriebene Exemplar trägt den Namen Archaeopteryx siemensi, weil Dames den Physiker Werner von Siemens dazu veranlassen konnte, das seltene Fossil aus dem Solnhofener Schiefer für das  Museum für Naturkunde der Humboldt - Universität in Berlin zu finanzieren. Als erster deutscher Geologe unterstützte Dames die 
Inlandeis Beweise von  Otto Martin Torell. Besondere Verdienste erwarb er sich auch als Leiter des Geologischen Museums, Berlin.
1882 bis 1897 war er mit Emanuel Kayser Herausgeber der Paläontologischen Abhandlungen.
Die Privatbibliothek von Wilhelm Dames wurde 1899, ein Jahr nach seinem frühen Tod, von der Universitätsbibliothek der Berliner Humboldt-Universität angekauft.

## Schriften
- Ueber die in der Gegend von Freiburg in Schlesien vorkommenden devonischen Ablagerungen. Starcke, Berlin 1868. (Digitalisat)
- Über Archaeopteryx. Reimer, Berlin 1884. (Digitalisat)
- Die Ganoiden des deutschen Muschelkalkes. Palaeontologische Abhandlungen. Herausgegeben von W. Dames und E. Kayser, Band 4, H. 2, 50 S., 7 Taf., Druck und Verlag von Georg Reimer, Berlin 1888
- Anarosaurus pumilio nov. gen. nov. sp. Zeitschrift der Deutschen geologischen Gesellschaft, XLII, 74 – 85, Tafel I, Berlin 1890
- Über Zeuglodonten aus Ägypten und die Beziehungen der Archaeoceten zu den übrigen Cetaceen. Fischer, Jena 1894.
- Die Glacialbildungen der norddeutschen Tiefebene. Habel, Berlin 1886.
- Über die Schichtenfolge der Silurbildungen Gotlands und ihre Beziehungen zu obersilurischen Geschieben Norddeutschlands. Berlin  1890. (Sitzungsberichte der Königlich Preußischen Akademie der Wissenschaften zu Berlin; 1890 (II), S. 1111–1129) (Digitalisat)
- Über Vogelreste aus dem Saltholmskalk von Limhamn bei Malmö. Norsstedt, Stockholm 1890. (Bihang till K. Svenska Vet.-Akad. handlingar 16,4,1)
- Die Chelonier der norddeutschen Tertiärformationen. Fischer, Jena 1894.
- Gedächtnisrede auf Ernst Beyrich. Verlag der Königlichen Akademie der Wissenschaften, Berlin 1899.